# Willy-André Prestre
Willy-André Prestre (* 29. August 1895 in Les Eplatures, Kanton Neuenburg; † 29. Juli 1980 in Bevaix) war ein Schweizer Schriftsteller.

## Leben
Willy-André Prestre wuchs in Neuenburg auf und absolvierte an der ETH Zürich ein Studium als Bauingenieur. Darauf war er als Lehrer an der École d’horlogerie in Saint-Imier tätig.
Ab 1925 reiste er mehrere Jahre durch Australien, Neuseeland, Ostasien und die Vereinigten Staaten, zumeist (als Kavallerieoffizier) hoch zu Pferd. Von seinen Reiseerlebnissen berichtete er in zahlreichen Abenteuerromanen. 1954 liess er sich in Bevaix nieder, wo er 1980 verstarb.

## Werke
- Bohême lacustre, Neuchâtel 1925.
- Paddocks embrasés, Neuchâtel 1932.
- La lente agonie, Neuchâtel 1933.
- Tocsins dans la nuit, Neuchâtel 1934.
- Le solitaire à l’oreille coupée, Boudry 1934.
- Les suicidés, Boudry 1934
- La lumière qui tue, Boudry 1934.
  - Das tötende Licht. Roman. Huber, Frauenfeld 1942.
- J’ai tué... un chat, Boudry 1935.
- Bohême escholière, Boudry, 1937.
- Une brute, Boudry 1937.
- Roquemaure, Boudry 1939; Paris 2008, ISBN 978-2-914390-87-3.
  - Roquemaure. Die Jagd an der Loire. Orell Füssli, Zürich 1965.
- La piste inconnue. Au pays des chasseurs de têtes, Neuchâtel 1946.
- La piste de l’or, Neuchâtel 1946.
- Qui pendra la sonnette au chat? Toi?, 1947.
- La piste des troupeaux, Neuchâtel 1947.
- Brin de brume, Boudry 1950.
- La pieuvre, Boudry 1950.
- Les révoltés de l’aventurier, Boudry 1954.
- Le sanglot du damné, Neuchâtel 1955.
- La cour des miracles, Boudry 1956.
- Cordée sans corde, Boudry 1956.
- La rose de fer, Saint-Aubin 1957.
- La croisière de l’étoile, Bevaix 1960.
- Pourquoi?, Bevaix 1961.
- Le refus de baster, Boudry 1964.
- Le roman de la vie, Bevaix 1967.
- Le Sphinx d’ébène, Neuchâtel 1970.
- La piste de l’espoir, Bevaix 1970.
- Vivre. Le destin de l’homme, Neuchâtel 1976.